# Masiatsun
El Masiatsun va ser un districte de la província d'Airarat a Armènia, que era feu dels Arartuní. La ciutat principal era Akori.
Limitava al nord i a l'est amb l'Araxes (que al nord el separava de l'Aragadzotn); a l'oest amb l'Arxarunik i el Bagrevand; i al sud amb el Kogovit i el districte d'Artaz (a Baspracània).